# Thomas Springel
Thomas Springel (* 15. Mai 1959 in Aachen) ist ein ehemaliger deutscher Handballspieler, der 1984 die olympische Silbermedaille gewann.

## Werdegang
Der 1,94 Meter große Linkshänder begann seine Karriere bei Schwarz-Rot Aachen und wechselte dann zu TuS Derschlag in die Handball-Bundesliga. Nach dem Abstieg mit Derschlag 1979 spielte er für HTS Bergisch Gladbach (vormals TuS Derschlag) in der Regionalliga und schloss sich dann TUSEM Essen an.
Thomas Springel spielte in insgesamt 78 Länderspielen in der deutschen Nationalmannschaft. Dabei erzielte der Rückraumspieler 101 Tore. Er wurde von Bundestrainer Vlado Stenzel erstmals im Dezember 1979 in die Nationalmannschaft berufen. Als Regionalligaspieler (mit vorheriger Bundesliga-Erfahrung) gab der gelernte medizinische Bademeister am 4. Januar 1980 er in Hamburg gegen China sein Länderspieldebüt. Er erzielte in dem Spiel drei Tore und wurde für seine Leistung von Bundestrainer Stenzel ausdrücklich gelobt: „Der war gut!“
Bei der Handballweltmeisterschaft 1982 belegte Springel mit der deutschen Mannschaft den siebten Platz. Erfolgreicher war die Mannschaft bei den Olympischen Spielen 1984 in Los Angeles. Dort gehörte Springel mit Jochen Fraatz, Thomas Happe und Dirk Rauin zu vier Essenern im Aufgebot. Springel wirkte in Los Angeles in fünf Spielen mit, auch im Finale bei der 18:17-Niederlage gegen Jugoslawien, wo er zwei seiner insgesamt acht Tore erzielte. Damit gewann er mit der deutschen Mannschaft die Silbermedaille und wurde ebenfalls mit der Mannschaft vom Bundespräsidenten mit dem Silbernen Lorbeerblatt ausgezeichnet. Im November 1984 zog sich der als medizinischer Bademeister tätige Springel aus beruflichen Gründen zunächst aus der Nationalmannschaft zurück. Im Oktober 1986 kehrte er in die Nationalmannschaft zurück. Im Mai 1987 absolvierte er gegen Ungarn sein letztes Länderspiel.